# 임금 (경제학)
임금(賃金)은 사용자가 노동자로부터 노무를 제공받고 지급하는 경제적 보상이다.

## 임금지급 원칙
- 정기성 : 월 1회이상. 월급금액, 주급금액, 시급금액, 일급금액 등 형태의 제한은 없음.
- 직접 지급 : 노동자에게 직접 지급해야 함
- 현급 지급 : 노동자에게 현금으로 지급해야 함.
- 손해배상을 구실로 임금을 공제할 수 없다.
- 또한 사회보험료와 소득세를 공제함을 제외한 중간착취를 할 수 없으며, 강제저축도 할 수 없다.

## 임금이 아닌 금전
단, 자본가 또는 사용자가 노동자의 복지를 배려하여 지급하는 금전인 급식비, 교통비등은 임금으로 보지 않는다.

## 노사관계와 임금

### 노동자와 자본가의 이해관계
노동자는 임금에 의하여 자기의 생계를 유지할 수 있으므로 임금은 종업원에게 협력의식을 유인하는 가장 중요한 요소가 된다. 따라서 노동자로서는 항상 많은 임금을 받아 윤택한 생활을 할 수 있기를 바라게 된다. 그러나, 임금은 자본가 또는 사용자에게는 생산비의 중요한 일부를 구성하므로 자본가는 경영목적의 달성을 위하여 가급적이면 임금을 인하하려고 한다. 그 결과 임금문제를 중심으로 하여 항상 노사간의 충돌이 일어나고, 복잡한 사회문제가 야기되며, 따라서 문제의 적절한 처리는 항상 중요한 과제가 되고 있다. 그리고 이러한 임금을 어떻게 체계화하여 합리적으로 지급하느냐 하는 것이 극히 중요한 관리 문제이다.

### 평등을 향한 임금, 연대임금제
북유럽의 스웨덴에서는 연대임금제 곧 동일노동 동일임금을 1952년부터 시행하고 있다. 자본가 단체와 노동조합이 최저임금과 평균 임금상승률을 같이 결정하여 동일업종 내 저임금 기업의 임금 상승을 촉진하고, 고임금 기업의 임금 상승을 억제해 노동자 간 임금 격차를 줄였다. 비정규직 노동자는 정규직 노동자가 받는 임금의 75%이상을 받고 있으며, 최저임금도 2011년 기준으로 평균임금의 62% 수준(유럽연합에서는 평균임금의 60%미만을 저임금이라고 이해한다. 한국의 최저임금은 평균임금의 28.7%이다.)이다.(한겨레 2011년 5월 18일자)

## 통상임금
통상임금(通常賃金)은 정상 근로시간을 근로한 경우에 지급되는 일반적인 임금을 말한다. 이는 기본급료는 물론 근로자에게 지급해야 할 임금의 전부를 포함시킨 개념으로서(임시로 지급하는 상여금을 제외), 각종 수당 등 근로자에게 지급되는 것은 모두 포함된다.

## 직무급
직무급(職務給)은 작업에 대하여 지불되는 임금을 말하는데, 엄밀하게는 어떤 학력·연령·근속의 사람이건 그 작업을 수행하는 경우에는 같은 임금이 부여된다. (직무급은 직무(職務：job)의 질과 양에 따라, 즉 '동일노동, 동일임금'의 원칙에 따라서 임금이 지급되는 형태이다.) 따라서 직무급은 속인급(屬人給)의 반대되는 것으로 동일 노동, 동일 임금의 원칙에 서는 것이다. 따라서 작업의 임률(賃率)을 정하는 일이 포인트가 되는데 이를 위해서는 직무 분석을 하고 직무 평가를 한다. 덧붙여 말하면 직무급에는 단일 직무급과 범위 직무급이 있다. 전자의 경우에는 직급별로 단 하나의 임률만이 설정되어 개인의 능력차·숙련차 등이 전혀 반영되지 않음에 대하여 후자의 경우는 동일 직급의 임금에 대하여 일정한 폭을 설정하고 그 범위에 있어서 승급을 인정하도록 하고 있다.
연공서열급이 철저히 속인적(屬人的) 요소를 중심으로 함에 비하여 직무급은 그가 어떤 인간인가에 의해서가 아니라 그의 일이 어떤 것인가에 의해서 임금을 주는 제도이다. 연령＝능력이라고 해석하는 연공임금과는 달리 새로이 취업한 신입노동자도 그의 직무가 중요하게 평가될 때에는 더 많은 임금을 받게 된다. 직무급 제도는 미국에서 1940년대에 형성되어 오늘날에는 구미(歐美) 임금체계의 주축이 되고 있으며 우리나라에서도 이 임급체계가 점차 확대되어 가고 있다.   직무급은 직무분석(職務分析)에 의해서 분명해지는 직무의 내용을 기초로 해서 직무평가(職務評價)를 하고 직무의 중요성·곤란성의 정도에 따라 직무의 등급을 정하여 그것과 임금과를 체계적으로 맞추는 제도이다. 직무급은 업무내용에 대응하여 지불 형태를 취하고 있는 점에서 합리적인 동시에 공정한 임금인 것처럼 보이나, 예를 들어 직무평가에 있어서 평가요소의 선정과 그 비중을 결정하는 방식, 평가 결과와 임금의 결부방식에는 객관적 기준이 없어 다분히 기업이 자의적(恣意的)으로 결정하는 등 주관에 좌우되는 점이 많다. 또한 직무별 정원설정이 승진통제를 불가피하게 하여 근로자 상호간의 승진경쟁, 기업에 의한 차별적 관리를 초래하는 등 오히려 불공정성을 확대하는 측면도 있어서 노동조합에서는 강력하게 반대하고 있는 실정이다.

## 나라별 직업별 임금

### 대한민국
| 회사명       | 연봉(만원) | 직위                                           | 비고                              |
| ------------ | ---------- | ---------------------------------------------- | --------------------------------- |
| SK건설       | 614,700    | 부회장                                         | 건설업계, 단위: 만원, 2013년 기준 |
| 공무원       | 19,255     | 대통령                                         | 단위: 만원, 2014년 기준           |
| 공무원       | 17,148     | 국무총리                                       | 단위: 만원, 2014년 기준           |
| ㈜EG         | 67,000     | 회장                                           | 단위: 만원, 2014년 기준           |
| 한국방송공사 | 13,221     | 국장급                                         | 25년차, 단위: 만원, 2012년 기준   |
| 현대차       | 9,400      | 평균                                           | 단위: 만원, 2013년 기준           |
| 공무원       | 6,400      | 보좌진 4급                                     | 단위: 만원, 2010년 기준           |
| 공무원       | 5,364      | 평균(경찰,교사,국가,지방,대통령,국무총리 포함) | 단위: 만원, 2014년 기준           |
| 도시근로자   | 3,672      | 평균                                           | 단위: 만원, 2013년 기준           |
| 공무원       | 1,872      | 9급 초봉(평균)                                 | 단위: 만원, 2013년 기준           |

#### 대한민국 내 외국인 임금
| 연도   | 평균 급여 | 비고 |
| ------ | --------- | ---- |
| 2008년 | 2617만원  |      |
| 2009년 | 2411만원  |      |
| 2010년 | 2683만원  |      |
| 2011년 | 2660만원  |      |
| 2012년 | 2722만원  |      |

## 같이 보기
- 최저임금